# Zoppaten
Zoppaten ist ein Gemeindeteil der Stadt Goldkronach im Landkreis Bayreuth (Oberfranken, Bayern). Zoppaten liegt in der Gemarkung Brandholz.

## Geografie
Das Dorf liegt am Zoppatenbach, einem linken Zufluss der Kronach. Im Ort steht eine Friedenslinde, die als Naturdenkmal ausgezeichnet ist. Im Südwesten steigt das Gelände zum Zoppatenberg (545 m ü. NHN) an, einer Erhebung des Fichtelgebirges. Eine Gemeindeverbindungsstraße führt nach Bruckmühle zur Staatsstraße 2163 (0,7 km nordwestlich) bzw. nach Brandholz (0,9 km südöstlich).

## Geschichte
Der Ort wurde im Jahr 1406 als „ob der Zotpoten“ erstmals urkundlich erwähnt. Der Name leitet sich wohl vom slawischen Wort *sopotъ „Quelle, Dampf, Wasserfall“ ab.
Gegen Ende des 18. Jahrhunderts bestand Zoppaten aus 12 Anwesen. Die Hochgerichtsbarkeit stand dem bayreuthischen Stadtvogteiamt Goldkronach zu. Die Dorf- und Gemeindeherrschaft hatte das Stiftskastenamt Himmelkron. Grundherren waren das Stiftskastenamt Himmelkron (1 Mahlmühle, 3 Sölden, 2 Söldengüter, 1 Söldengütlein, 2 Halbsölden, 1 Tropfhäuslein), das Bergamt Goldkronach (1 Tropfhaus) und die Pfarrei Nemmersdorf (1 Gütlein).
Von 1797 bis 1810 unterstand Zoppaten dem Justiz- und Kammeramt Gefrees. Infolge des Ersten Gemeindeedikts wurde Zoppaten dem 1812 gebildeten Steuerdistrikt Goldkronach zugewiesen. Zugleich entstand die Ruralgemeinde Zoppaten, zu der Silberrose, gehörte. Sie war in Verwaltung und Gerichtsbarkeit dem Landgericht Gefrees zugeordnet und in der Finanzverwaltung dem Rentamt Gefrees. Mit dem Zweiten Gemeindeedikt (1818) wurde die Gemeinde Zoppaten in die Ruralgemeinde Brandholz eingegliedert. Im Zuge der Gebietsreform in Bayern wurde Zoppaten am 1. Mai 1978 nach Goldkronach eingemeindet.

### Einwohnerentwicklung
| Jahr      | 001818 | 001819 | 001861 | 001871 | 001885 | 001900 | 001925 | 001950 | 001961 | 001970 | 001987 |
| Einwohner | 38     | *66    | 54     | 27     | 37     | 37     | 59     | *94    | *84    | 66     | †      |
| Häuser    | 7      |        |        |        | 7      | 6      | 9      | *14    | *18    |        | †      |
| Quelle    | [ 7 ]  | [ 10 ] | [ 11 ] | [ 12 ] | [ 13 ] | [ 14 ] | [ 15 ] | [ 16 ] | [ 17 ] | [ 18 ] | [ 19 ] |

## Religion
Zoppaten ist seit der Reformation evangelisch-lutherisch geprägt und bis heute nach St. Erhard (Goldkronach) gepfarrt.